# زلزال فالبارايسو 1906
زلزال فالبارايسو 1906 هو زلزالٌ وقعَ في فالبارايسو في تشيلي بتاريخ 17 أغسطس 1906.

## معرض صور

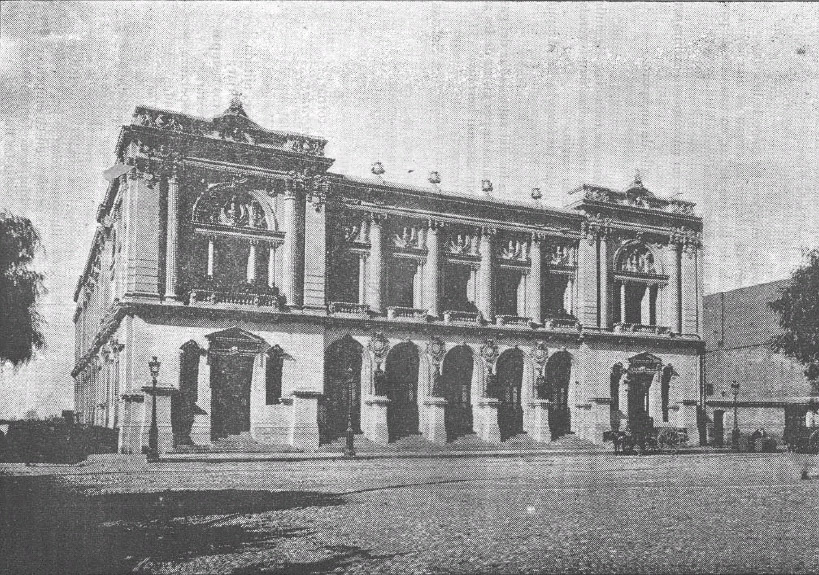
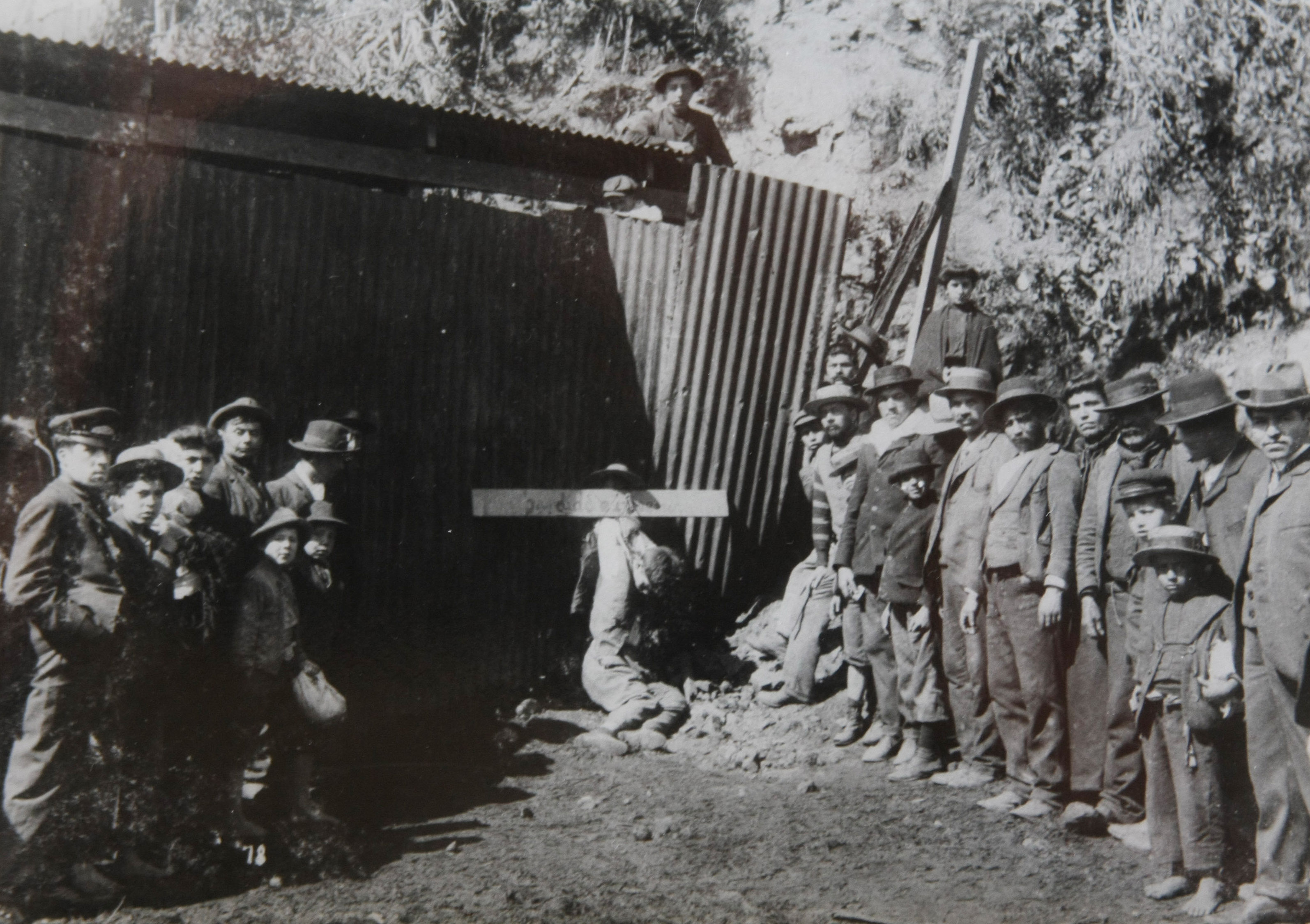
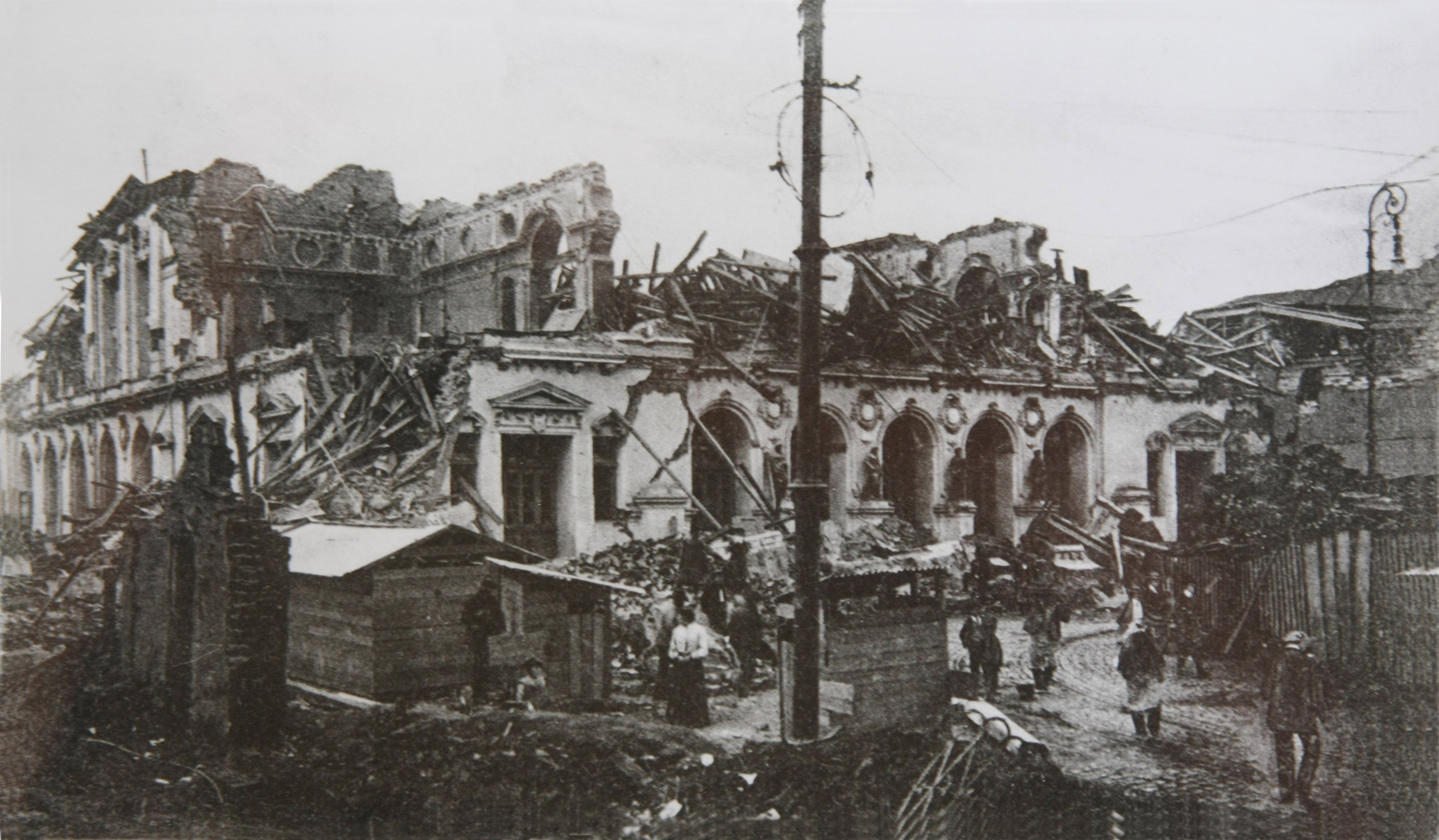